# Dorothea Tanning
Dorothea Tanning (Illinois, 25 de agosto de 1910 - Nueva York, 31 de enero de 2012) fue una pintora, ilustradora, escultora y escritora estadounidense. Diseñó también decorados y trajes para ballet y teatro.

## Trayectoria
Nacida en Galesburg (Illinois) en 1910 se trasladó a Nueva York donde empezó a trabajar como diseñadora publicitaria. Allí descubrió el surrealismo y el dadaísmo, movimientos artísticos que la influyeron profundamente. En 1942 conoció al pintor alemán Max Ernst con quien se casó en 1946 en una doble boda junto con el fotógrafo Man Ray y Juliette Browner. Ernst la introdujo en el grupo de los surrealistas. Su obra más conocida, Pequeña serenata nocturna (una oscura pintura llena de simbolismo, irónicamente llamada igual que la alegre serenata de Mozart), muestra sus vínculos con el grupo, que durarán durante los años 40 y 50, aunque más tarde su estilo artístico pasó a ser impresionista. En los años 70 realizó una serie de esculturas blandas con máquinas de coser. Con la suma de varias de ellas creó la instalación Hôtel du Pavot, Chambre 202 (1970-73).
En 1943, participó en The Exhibition by 31 Women que se realizó en la galería de arte de Peggy Guggenheim el Art of this Century en Nueva York.
Su faceta como escritora llegó hacia el final de su vida. En 1986 publicó su primera autobiografía, con el nombre de Birthday, y en el 2001, la segunda llamada Between Lives: An Artist and Her World. Ya nonagenaria publicaría su primer poemario A Table of Contents y su novela Chasm: A Weekend. En 2012, el año de su muerte, se publicó su segundo libro de poemas Coming to That.
Vivió y trabajó en Sedona, Nueva York y París, donde vivió durante veintiocho años. Falleció el 31 de enero de 2012 en su casa de Manhattan.
El 3 de octubre de 2018 se inauguró la exposición Detrás de la puerta, invisible, otra puerta en el Museo Nacional Centro de Arte Reina Sofía de Madrid. La exposición, su primera gran retrospectiva, hace un recorrido por la trayectoria vital y artística de la artista.